# J'adore papoter avec vous

J'adore papoter avec vous est un spectacle solo produit par Mimie Mathy.

## Résumé
Il était une fois une femme qui déménage… Dans son nouvel appartement, Mimie a une crémaillère à pendre et un dîner à préparer. Elle déballe ses cartons… et ses souvenirs.
Elle nous parle de sa vie remplie de rires, d'amours heureux et malheureux, des bonnes copines, d'un prof de yoga débile, de voisins bizarres…